# モノバクタム

アズトレオナム（AZT）

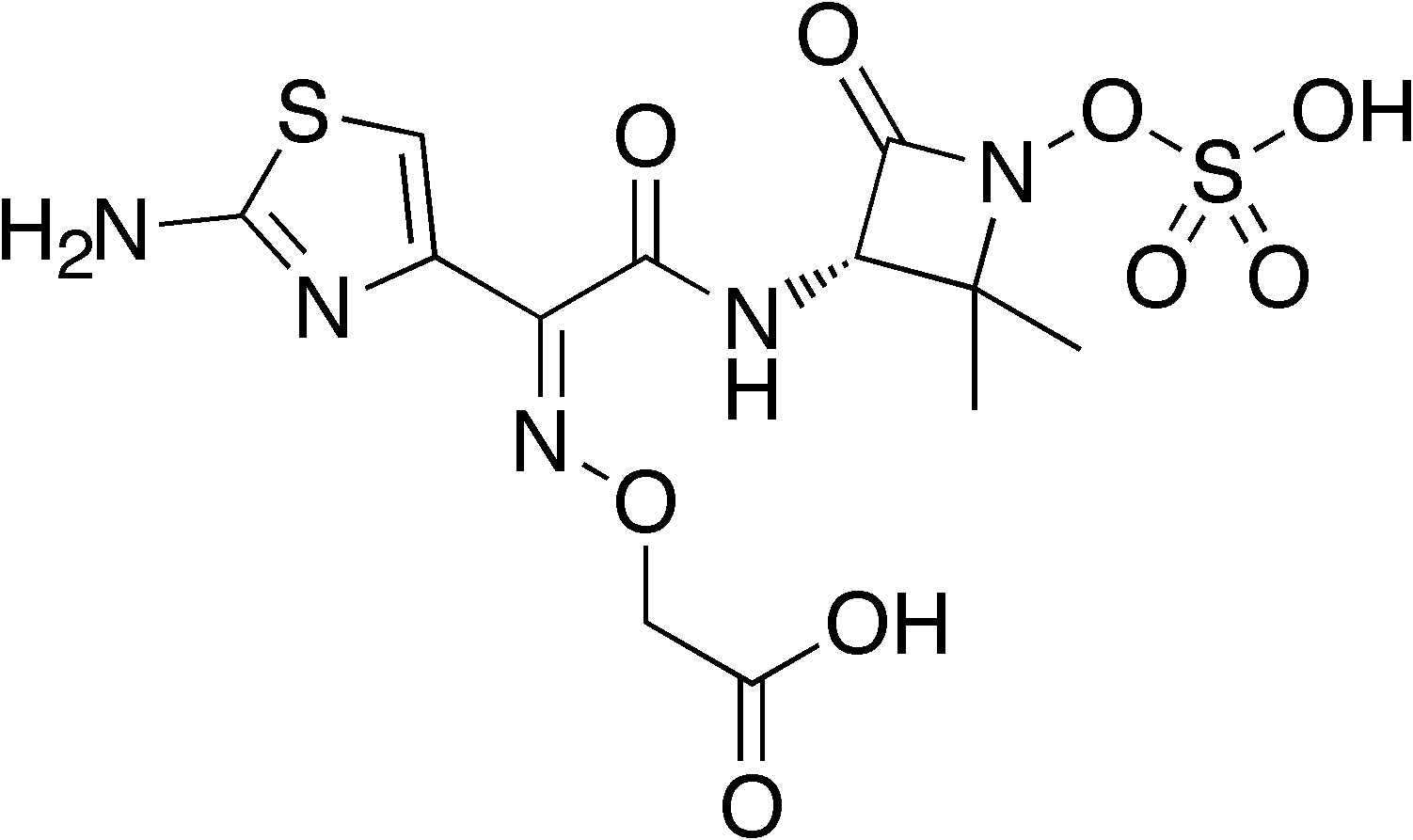
チゲモナム

モノバクタム（monobactam）は、β-ラクタム系抗生物質の一つである。ほとんどのβ-ラクタム系抗生物質はラクタム環に別の環が結合しているのに対して、本化合物はラクタム環が単独で存在している。グラム陰性菌にのみ抗菌作用を発揮する。　
モノバクタム系の抗生物質にはアズトレオナム、チゲモナム、カルモナム、ノカルジシンA、タブトキシンなどがある。

## 概要
スクイブ医学研究所のSkyesらが1978年に土壌細菌から「アズトレオナム」を発見、1981年その構造を決定した。他のβ-ラクタム系抗生物質と異なり、グラム陽性菌、嫌気性菌には耐性である。好気性グラム陰性菌および緑膿菌に対し強い抗菌力を示す。

## 用途
ペニシリン系、セフェム系に対しての交差反応が少ないため、これらにアレルギーを持つ患者にも使用できる。アミノグリコシド系と似た抗菌スペクトルを持つため腎機能低下患者に対し代用薬として用いられることがある。

## 副作用
モノバクタム系の副作用には皮膚異常、肝機能障害などがある。重篤な副作用はなく、腎毒性も少なく安全性が高い。アレルギー性の副作用は極めて少ない。